# Hakmana Division
Hakmana Division är en division i Sri Lanka.   Den ligger i distriktet Matara District och provinsen Southern Province, i den södra delen av landet, 130 km sydost om huvudstaden Colombo. Antalet invånare är 31 464.